# Savencia Fromage & Dairy
Savencia Fromage & Dairy (tot 2015 Bongrain SA) is een van oorsprong Franse zuivelproducent, gespecialiseerd op het gebied van kazen.
Bongrain is ontstaan in 1956 vanuit de melkfabriek in Illoud in het departement Haute-Marne. De stichter, Jean-Noël Bongrain, zocht naar een kaas die industrieel te produceren was en die aan de kwaliteitseisen van het grote publiek kon voldoen. De kaas zou een groter bereik moeten krijgen dan de tot dan toe prevalerende lokale en regionale kaassoorten. De kaas die hiervoor ontwikkeld is, is de Caprice des Dieux.
Kenmerkend voor de Caprice des Dieux is de constante kwaliteit; door een totale beheersing van het productieproces kan steeds eenzelfde kwaliteitsniveau gegarandeerd worden. Daarnaast kan de kaas in grotere volumes geproduceerd worden. De kaas zou een sterk merk moeten zijn, herkenbaar en op vele plaatsen te koop. Dit concept bleek een gouden greep te zijn en de basis voor het internationale concern dat Bongrain heden ten dage is.

## 1956-1975
In de jaren van 1956 tot 1975 heeft Bongrain zich steeds verder uitgebreid. Op drie vlakken vond de uitbreiding plaats:
- productiecapaciteit: startend vanuit Illoud werden aan de ene kant de productiecapaciteit vergroot door het overnemen van Franse kaasfabrieken (onder meer Marsac, Chaumes, Rambol)
- commercialisatie: het bedrijf startte met het opzetten van verkoopkanalen in achtereenvolgens Duitsland, België, Oostenrijk, Zwitserland en de Verenigde Staten.
- merken: in eerste instantie was er alleen de Caprice des Dieux, maar vervolgens kwamen Tartare (1965), Fromage de Chaumes (1970), Belle des Champs (1970), Saint-Albray (1973) en Crémeux de Rambol (1975)

## 1976-1980
De lijn van de voorgaande jaren werd doorgezet, op alle drie de voornoemde vlakken werd verder uitgebreid. Één nieuw aspect werd aan de uitbreiding toegevoegd:
- internationalisatie van de productie: aan de fabrieken in Frankrijk werden nu kaasfabrieken in andere landen (Brazilië, Verenigde Staten en Spanje) toegevoegd.

In 1980 worden verder de merken Saint Moret en Chamois d’Or geïntroduceerd.
Maar het belangrijkste feit in 1980 was de uitermate succesvolle beursintroductie, door de overinschrijving op de te plaatsen aandelen werd de introductiekoers meermalen naar boven toe bijgesteld.

## 1980-1996
Van een ontwikkelaar en producent van Franse kaas in Frankrijk ontwikkelde Bongrain zich tot een internationale speler, steeds zoekend naar een optimale combinatie van traditioneel kaasmaken, kwaliteitsgaranties en innovatie. 

Bongrain blijft zich ontwikkelen. Op het vlak van de productiecapaciteit worden meerdere kaasfabrieken overgenomen, zowel in Frankrijk alsook in andere landen. In de tachtiger jaren ligt de grootste uitbreiding op het Amerikaanse continent, in de VS, maar ook in Zuid-Amerika (Brazilië, Argentinië, Chili) en in West-Europa (Spanje, Italië, Groot-Brittannië)

In de negentiger jaren komt hier Oost-Europa als belangrijke groeimarkt bij. 

De beoogde vergroting van de capaciteit wordt overigens niet alleen middels overnames, maar ook middels allianties gerealiseerd. Bongrain voert de Scepter in CLE (Compagnie Laitière Européenne), die de uitvoerende capaciteit van de grootste Franse coöperatie (ULN, Union Laitière Normande) beheert.
Kaas blijft het hoofdproduct van Bongrain, maar het productenpalet wordt in deze periode ook uitgebreid, naar allerlei producten op basis van melk, van toetjes tot melkeiwitten. 
Het aantal typen kazen / merken van Bongrain breidt zich steeds verder uit door nieuwe ontwikkeling en door overnames. Nieuw in die tijd zijn onder meer Chavroux (1984), Saint Agur (1988), Saint Amour (1991), Pié d’Angloys (1992), Brebiou (1994), Rochebaron (1995), Pain d’Ange (1996) en Saint-Aubin (1996) 

## 1997-heden
De belangrijkste nieuwe ontwikkeling in de laatste jaren is dat Bongrain voet aan de grond probeert te krijgen in de grootste groeimarkten op de wereld: India en China. In 1996 is een joint venture opgezet met de Dabur groep en in 1997 wordt gestart net de bouw van een fabriek in Noïda in India. In 1997 wordt gestart met een fabriek op basis van een coöperatie met een lokale partner in Tianjin, China.
Het productenpakket blijft verder uitbreiden, door eigen ontwikkeling maar ook door de overname van merken van Gervais-Danone (Carré Frais en Chevriole), van Campina de Passendale (kaas) en van Unilever (Boursault, inclusief de fabriek in Auzance).
In 2015 veranderde Bongrain zijn naam in Savencia Fromage & Dairy.

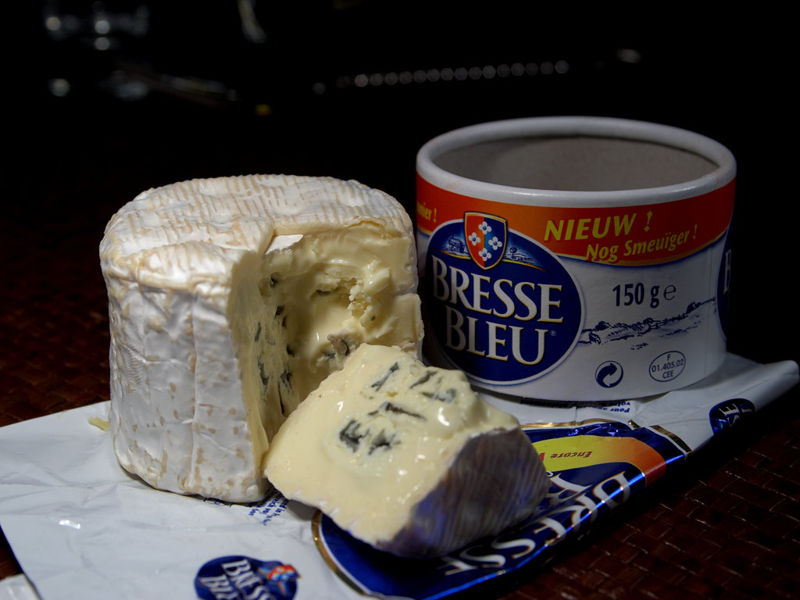
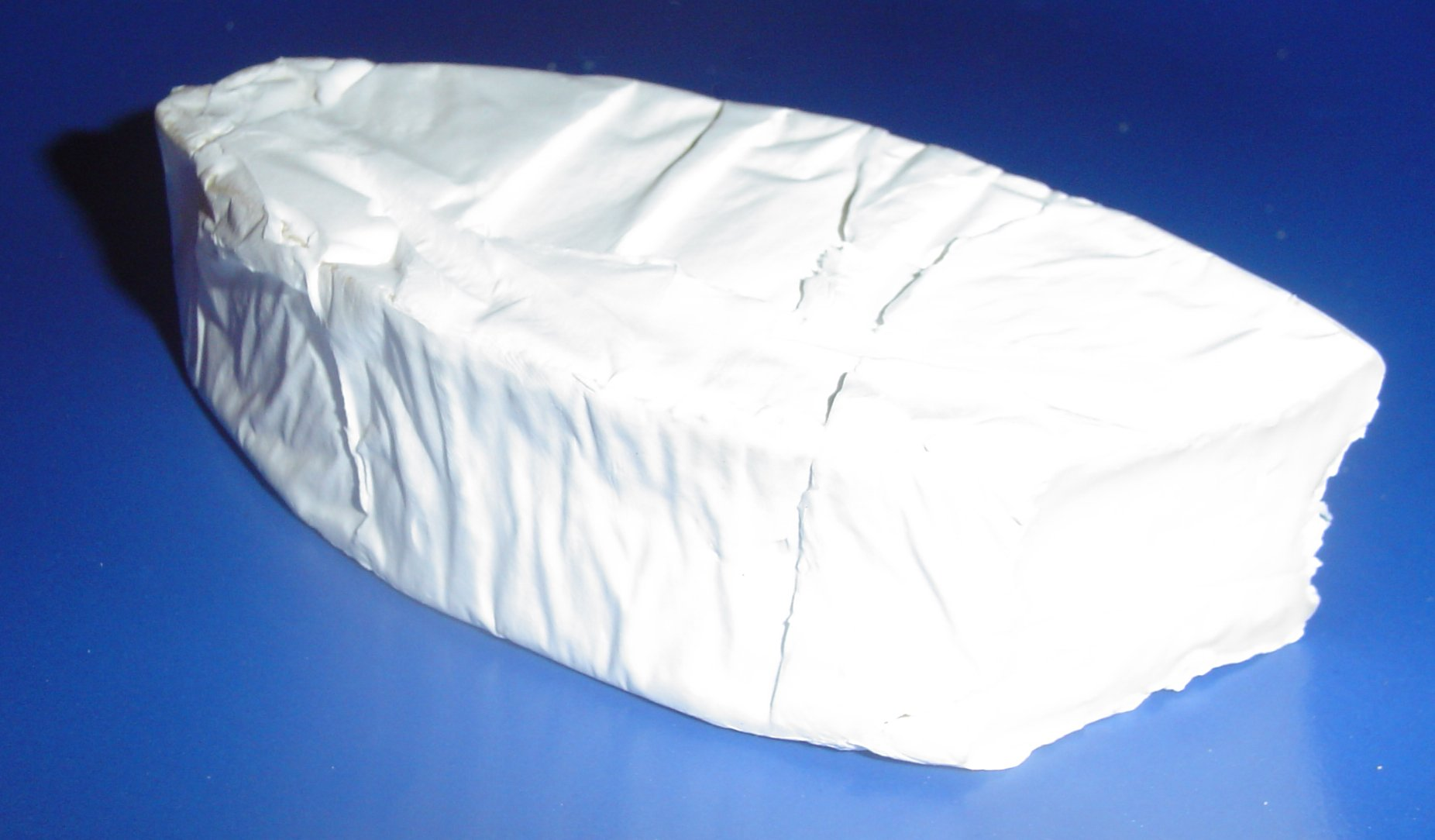
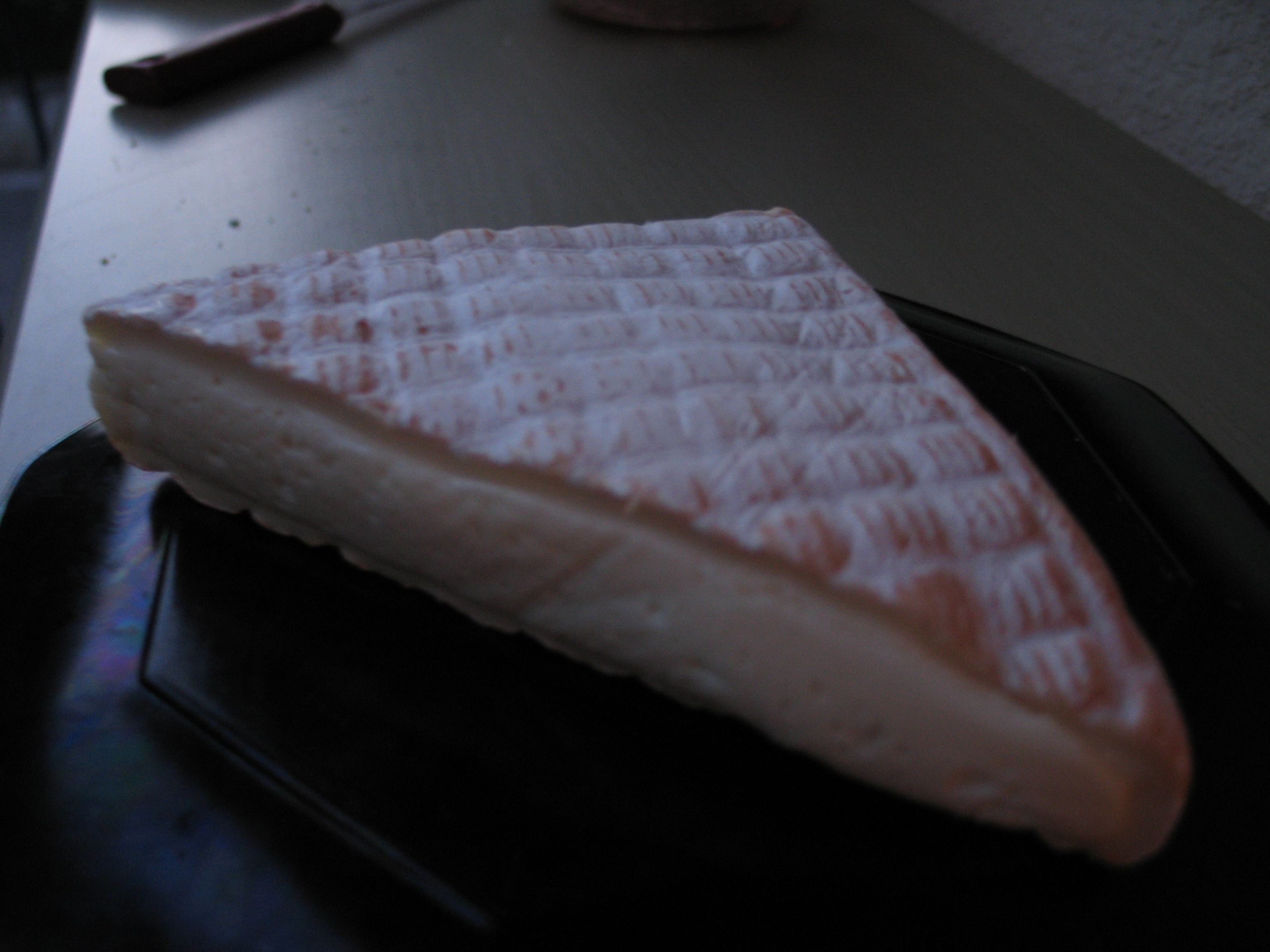